# Haus Barkhausen

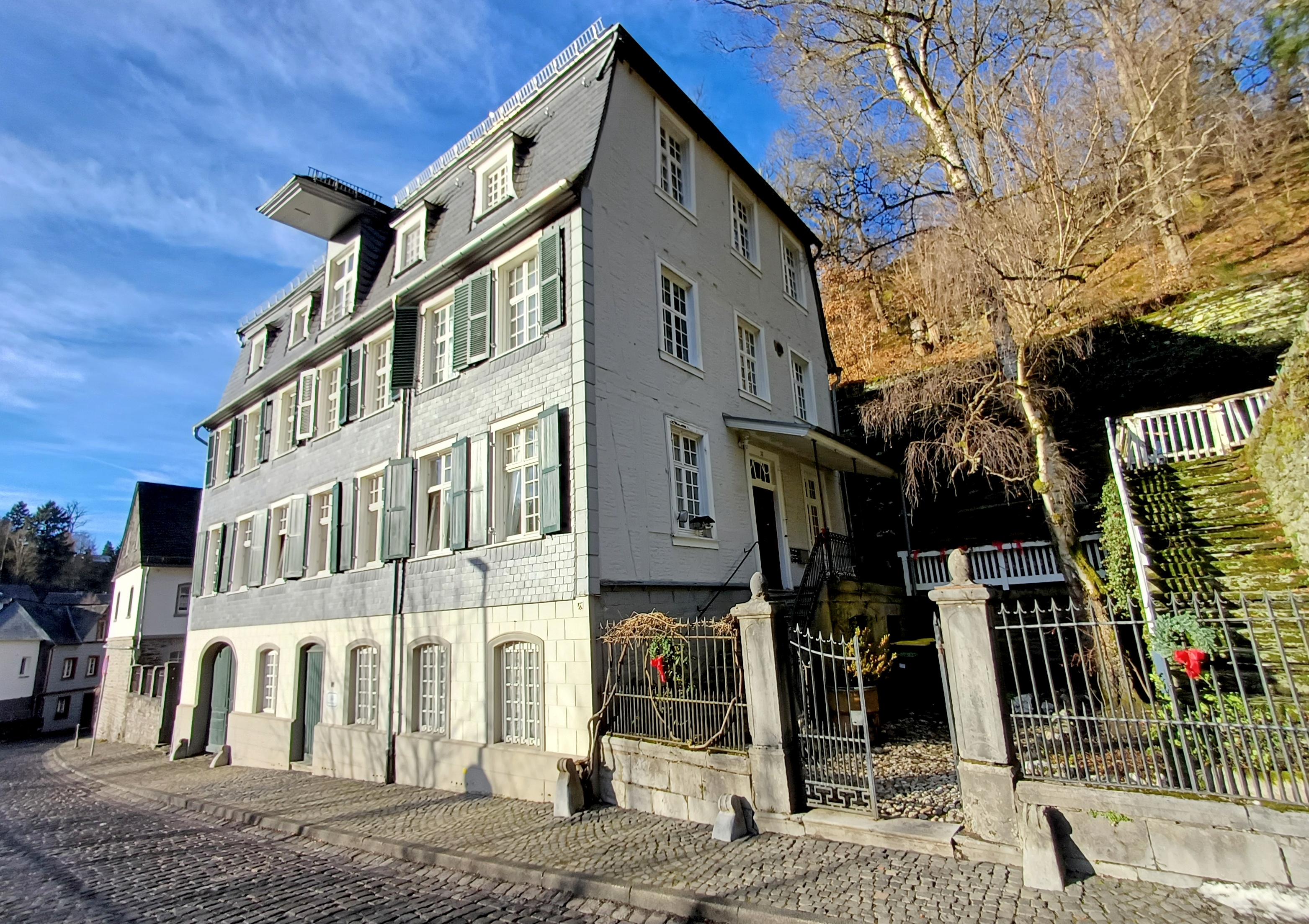
Haus Barkhausen

Das Haus Barkhausen ist ein denkmalgeschütztes repräsentatives Gebäude in Monschau in der Städteregion Aachen in Nordrhein-Westfalen mit der Adresse Eschbachstraße 51–53. Es wurde 1785 erbaut und erhielt seinen Namen von der Familie Barkhausen, die das Gebäude 1882 erwarb. Zum Haus gehört ein 1820 erbautes Kutscherhaus, das ebenso wie das Haupthaus weiterhin im Familienbesitz ist. Die Räume in beiden Objekten werden seit längerem als Ferienwohnungen vermietet.

## Geschichte
Arnold Christian Scheibler (1745–1824), Sohn von Wilhelm Wimar Scheibler (1715–1803) und Maria Magdalena Schmitz (1714–1750) sowie Neffe von  Johann Heinrich Scheibler, war ein erfolgreicher Feintuchfabrikant und Mitglied des Monschauer Unternehmerverbands der „feinen Gewandschaft“. Diese verarbeiteten nicht nur die raue Eifelwolle, sondern importierten auch Merinowolle aus Spanien, die sie mit aufwändigen Verfahren durch mehrmaliges Scheren und Färben veredelten. Arnold Christian Scheiblers wirtschaftlicher Erfolg veranlasste ihn im Jahr 1785, ein repräsentatives Wohn- und Geschäftshaus in einem ehemaligen Schieferbruch an der Eschbachstraße, die zu jener Zeit die Hauptverkehrsverbindung zwischen Monschau und Aachen war, erbauen zu lassen.
In der Zeit der französischen Besatzung Monschaus zum Ende des 18. Jahrhunderts wurde auch die Monschauer Tuchindustrie durch Strafzölle von den Märkten abgeschnitten, wodurch die Blütezeit dieses Gewerbes zu Ende ging und auch das Werk von Arnold Christian Scheibler Schwierigkeiten bekam. Dadurch sah er sich im Jahr 1810 gezwungen, das Haus Eschbachstraße an Karl Matthias Offermann (1773–1819) aus Imgenbroich zu verkaufen, der ebenfalls zu den einflussreichen Tuchfabrikanten des Ortes zählte. Dieser ließ 1820 seitlich am Garten des Hauses angrenzend das Kutscherhaus erbauen, das als Unterkunft für die Kutscherfamilie des Hausherrn diente. Im dortigen Keller befinden sich noch immer die steinernen Tröge für die Pferde. Karls einziger Sohn Albert Offermann (* 1812), der sich später geschäftlich immer mehr nach Aachen konzentrierte, um dort eine Kaffeegroßrösterei zu gründen, veräußerte aufgrund dessen im Jahr 1845 das Haus an Karl Heinrich Elbers (1802–1858), den Leiter der benachbarten „Feintuchfabrik J. H. Elbers“, der bereits Eigentümer des Elbershofs, des Elbers‘schen Kontorhauses sowie mehrerer Werksbauten war. Doch auch dieses Besitzverhältnis war nur von kurzer Dauer, denn bereits 1869 erwarb Guido Scheibler (1826–1889), ein Bruder von Johann Heinrich Louis Scheibler (1817–1887) und Inhaber der Spinnerei und Tuchfabrik Scheibler im Rosenthal, das Haus mit Kutscherhaus an der Eschbachstraße.
Nachdem sich Guido Scheibler beruflich allmählich nach Krefeld orientiert hatte, übernahm Alfred Barkhausen (1839–1908), Mitarbeiter in der Geschäftsführung der Scheibler’schen Fabrik und Schwiegersohn von Johann Heinrich Louis Scheibler sowie Vater von sechs Kindern, das Haus in der Eschbachstraße, das seither „Haus Barkhausen“ genannt wird. Nach Alfred Barkhausens Tod zogen seine drei Söhne nach Viersen, behielten aber Haus Barkhausen für die Familie als Feriensitz. Auch nach dem Zweiten Weltkrieg wurde die Immobilie von den Nachfahren weiterhin als Ferienwohnung genutzt und ist bis zum heutigen Tag in deren Besitz. Nach grundlegender Sanierung wurde Haus Barkhausen inklusive des Kutscherhauses mittlerweile zu einem Gebäude mit öffentlichen Ferienwohnungen umgestaltet und vermietet.

## Baucharakteristik

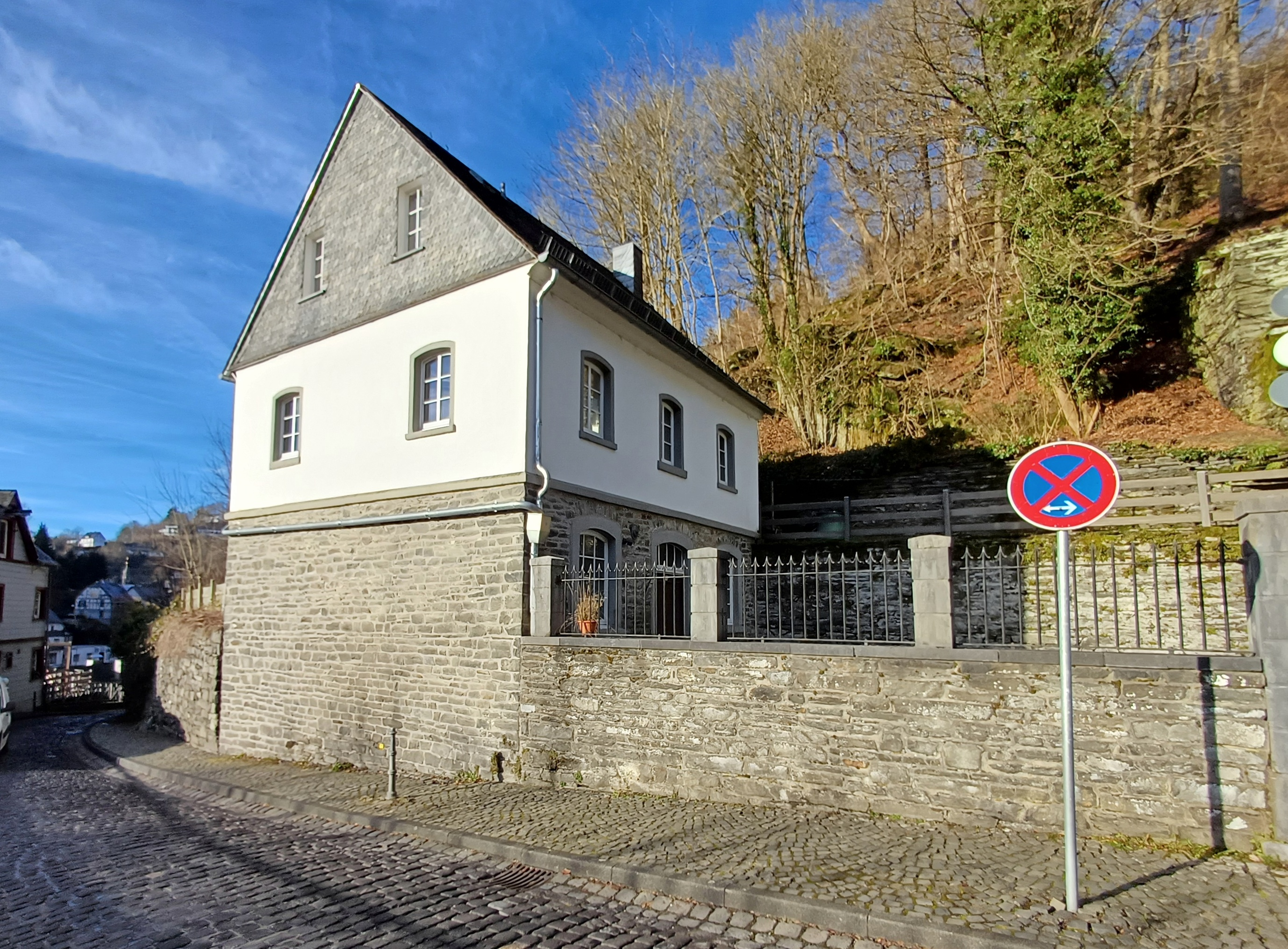
Kutscherhaus

Haus Barkhausen ist ein zweigeschossiges Gebäude in Ziegelsteinbauweise mit drei zu sieben Achsen und einem hohen zweigeschossigem Mansardwalmdach. Es ist auf einem hohen sechsachsigen Kellergeschoss aufgebaut, das straßenseitig in der ersten Achse von links eine große rundbogige Tordurchfahrt für die Kutsche und in der dritten Achse eine segmentbogige Eingangstür aufweist. Die restlichen vier Achsen sind mit vergitterten Segmentbogenfenstern ausgestattet. Rückseitig ist das Kellergeschoss in den Schieferhang eingebaut. Die Straßenfassade des Kellergeschosses ist mit hellen Steinquadern ausgestattet, die im unteren Bereich in einen vorgewölbten Sockel übergehen.
Das erste Geschoss ist quasi ein stark überhöhtes Hochparterre, dessen Zugang sich an der Ostseite des Hauses mittels eines geschwungenen Treppenaufgangs befindet und rückseitig auf Höhe des Terrassengartens liegt. Die Fassaden von Hochparterre und Obergeschoss sind bis auf die Eingangsfassade mit Schindeln bedeckt. Alle Längs- und Seitachsen der beiden Hauptgeschosse weisen hochrechteckige und mit weißen Steinen umrahmte Sprossenfenstern auf. Im Mansardwalmdach sind traufseitig fünf Dachgauben eingebaut, wobei die mittlere und größere Gaube sowohl zur Straßen-  als auch zur Gartenseite hin jeweils mit einem Kragträger für den Lastenaufzug ausgestattet ist.
Das nur durch einen Zwischenhof zum Abstellen von Kraftfahrzeugen getrennte Kutscherhaus an der Westflanke des Haupthauses weist ebenfalls ein hohes und straßenseitig geschlossenes Kellergeschoss in Bruchsteinbauweise auf, dem ein zweigeschossiges giebelständiges Obergebäude mit zwei zu drei Achsen und mit einem Satteldach aufsitzt. Die Fassaden des ersten Obergeschosses sind rundum weiß getüncht und die Giebelflächen mit Spindeln abgedeckt. Alle Fenster und die Eingangstür zur Hofseite sind segmentbogig und mit grauem Naturstein gerahmt.
Rückseitig beider Häuser verläuft in mehreren Stufen durchgehend der Terrassengarten, der viel Platz für einen schattigen Aufenthalt bietet.